# Trois Saisons d'orage
Trois Saisons d'orage est un roman de Cécile Coulon paru le 5 janvier 2017 aux éditions Viviane Hamy et ayant reçu le prix des Libraires 2017.

## Éditions
- Éditions Viviane Hamy[2], 2017  (ISBN 9782878583373).